# 小出由華の見ちゃえばいいじゃん!
『小出由華の見ちゃえばいいじゃん!』（こいでゆかのみちゃえばいいじゃん）は、インターネットテレビ番組のGyaOジョッキーで放送されていたトークバラエティ番組である。

## 概要
小出由華が様々なゲストと進行していく低予算アピール暴走トークバラエティ番組。毎週月曜日、23時 - 24時に生放送（2007年4月末までは、毎週火曜日22時 - 23時）。GyaOで放送されていた『GO!GO! GyaO』から生まれた番組で、放送終了後も更新されているブログとも連動している。
全18回で4か月間の放送。

## 出演者

### レギュラー
- 小出由華 - 司会者
- マサオ - 裏方

### 準レギュラー
- 田嶋秀任

### 小出由華が休んだときの司会者
- ルーガちゃん
- 阪本麻美

### ゲスト
- 第1回放送（2007年4月3日）：田嶋秀任
- 第2回放送（2007年4月10日）：阪本麻美
- 第3回放送（2007年4月17日）：富田麻帆
- 第4回放送（2007年4月24日）：チリポップ
- 第5回放送（2007年5月7日）：チリポップ、夜咲蘭
- 第6回放送（2007年5月14日）：白川りさ
- 第7回放送（2007年5月21日）：ウゴウゴくん
- 第8回放送（2007年5月28日）：田嶋秀任（2回目）
- 第9回放送（2007年6月4日）：三五十五（電撃ネットワーク）
- 第10回放送（2007年6月11日）：茶井木竜象
- 第11回放送（2007年6月18日）：織田無道
- 第12回放送（2007年7月2日）：伊東愛
- 第13回放送（2007年7月9日）：白川りさ（2回目、ララァ・スンのコスプレで登場）
- 第14回放送 (2007年7月23日）：寺田真二郎
- 第15回放送（2007年8月2日）：名古屋のカリスマゲイユニット「Pink・フラミンゴ」
- 第16回放送（2007年8月9日）：KONAN
- 第17回放送（2007年8月16日）：イラストレーター、映画宣伝マン青木、いちご姫
- 第18回放送（2007年8月30日）：マサオ（これまで全ての回に出演していたが、この回以外は裏方出演だった。）

## コーナー
- ほぼ田嶋君のための企画。
- 今週の田嶋君
  - 田嶋君の一週間を知る企画。
- 田嶋秀任の一発ギャグ
  - 田嶋君が一発ギャグをやる、ただし勝手に作った企画。
- 田嶋君のブログを作ろう
  - ブログがないために作ってしまおうという企画。ブログのタイトルは視聴者に決めてもらった。
- 心理理学
  - 心理テストをして、自分はどうなっているかを知る企画。
- 阪本麻美と仲良しってどんだけ〜 ○×アンケート
- 阪本麻美とお絵かき
- 麻美から由華への本音大会ポロリもあるよ
  - 事前にスタッフから貰った質問に阪本麻美が答える。
- 富田麻帆と○×アンケート
- 今週気になったニュースを何で気になったかを言うコーナー
- 麻帆から由華への本音大会ポロリこそあるよ
- 富田麻帆と小出由華コンビ名決め
- 小出由華に質問答えちゃえばいいじゃん
- 小出由華の噛まない女優への道
  - 夜咲蘭と早口言葉対決。
- ADにニックネームをつけよう
- なぞなぞ大会
  - ウゴウゴ君とルーガちゃんがなぞなぞにあまり答えられなかったので、なぞなぞを募集し、次の回に田嶋君と小出由華が答える企画。
- 写真集のタイトル決め
  - 写真集のタイトルが決まらないため、応募をして決めた。
- この映画が一番え映画な
  - 映画宣伝マン青木がゲストの時に放送、小出由華がジャンルを選び、そのジャンルの映画について映画宣伝マン青木と小出由華が語るという企画。
- いちごクイズ
  - いちご姫が知っているイチゴの事をクイズにした企画。
- おもしろ漢字クイズ
  - 珍しい漢字の読みを当てるクイズ企画。
- フリートークなのにそないフリーでもあらへん
  - しりとりでトークする。
- いいから言ってみな
  - パソコンに送られてきた相談を答える企画。

## 主なエピソード
- タイトルインが下敷き、クリアファイルに書かれていた。
- 1回目から小出由華とゲスト（田嶋秀任）の仲が良く、司会の進行を妨げるほどの暴走にスタッフも呆れていた。
- 第7回放送（2007年5月21日）では、ウゴウゴくんとルーガちゃんが出演。
- 第10回放送（2007年6月11日）、第16回放送（2007年8月9日）では、小出由華が休みだったため、代わりに阪本麻美がメインで番組を進行。
- 第11回放送（2007年6月18日）で、生番組中にスタジオの時計が動いて、霊を呼んでしまったと騒ぎになった。なおこの回のゲストは織田無道だった。
- 小出由華が休みの時の司会は、阪本麻美やルーガちゃん（ウゴウゴルーガのDVDの宣伝）が務めた。
  - 休んだ次の回で小出由華が言った、休んだ理由は「素人田嶋とカブトムシを取りに行った」など。
- 第17回放送では、小出由華が浴衣を着て出演した。